# Phorocera normalis
Phorocera normalis là một loài ruồi trong họ Tachinidae.